# 2020년~2021년 벨라루스 시위
2020년~2021년 벨라루스 시위(벨라루스어: Пратэсты ў Беларусі)는 벨라루스 정부와 대통령 알렉산드르 루카셴코에 반대하는 일련의 대규모 정치 시위였다. 이 시위는 벨라루스 역사상 최대 규모의 반정부 시위였으며, 알렉산드르 루카셴코가 6번째 집권을 노리는 2020년 벨라루스 대통령 선거를 앞두고 진행되었다. 이 시위에 대항하여 비교적 작은 소규모의 친정부 시위가 열리기도 했다.
8월 9일 밤, 공식 선거 결과가 발표되어 루카셴코가 당선되자, 전국적으로 시위가 격화되었다. 루카셴코의 주요 경쟁자였던 스뱌틀라나 치하노우스카야는 선거 결과가 조작되었다고 부인하고 루카셴코의 지지율이 60-70%라고 주장했다. 8월 14일, 치하노우스카야는 선거가 조작되었다는 데에 동의하는 모든 벨라루스인들이 참여할 수 있는 조정 위원회를 창설했다.
9월 23일, 벨라수스의 국영 언론은 루카셴코가 비공개로 개최된 짧은 행사에서 임기 취임식을 가졌다고 발표했다. 다음 날, 유럽 연합(EU)은 선거의 정당성을 거부하고 새로운 선거를 요구하며 시위대에 대한 탄압과 폭력을 규탄하는 성명서를 발표했다.
그럼에도 시위대는 벨라루스 정부의 격렬한 탄압에 직면했다. 9월 1일, 유엔 인권 고등판무관 사무소의 문서화된 성명서에는 450건 이상의 고문과 부당 대우, 성적 학대와 강간이 일어났다고 밝혔으며, 2020년 말에 비아스나 인권센터(Viasna Human Rights Center)에서는 고문 피해자의 증언이 1,000건을 기록했다.

## 같이 보기
- 2011년 벨라루스 시위
- 2021년 러시아 시위